# Stefano Magnasco (calciatore)
Stefano Magnasco Galindo (Santiago del Cile, 28 settembre 1992) è un calciatore cileno con passaporto italiano, difensore dell'Universidad Católica.

## Carriera

### Club
Stefano Magnasco inizia la sua carriera da calciatore nel 2002, quando viene acquistato dall'Universidad Católica dove compie tutta la trafila delle giovanili, fino al giorno del suo debutto in prima squadra: esordisce il 7 marzo in occasione del match di campionato con il Club Deportivo Palestino. Il 20 agosto rimedia la sua prima ammonizione in carriera, durante la partita giocata con il Huachipato. Ottiene, a suo malgrado, la sua prima espulsione in carriera il 23 ottobre durante il match di campionato con il Cobresal.
Il 14 giugno 2012 il Groningen ufficializza l'acquisto del cartellino del calciatore cileno per la somma di 600.000$.
Ritorna poi nel 2014 all'Universidad Católica.

## Palmarès

### Club

#### Competizioni nazionali
- Campionato cileno: 2

Universidad Católica: 2018, 2019
- Copa Chile: 1

Universidad Católica: 2011
- Supercopa de Chile: 2

Universidad Católica: 2016, 2019